# Diplocotes cuneiformis
Diplocotes cuneiformis là một loài bọ cánh cứng trong họ Ptinidae. Loài này được Oke miêu tả khoa học năm 1926.